# 拉約什一世
拉約什一世（大帝）（匈牙利语：I.（Nagy）Lajos，1326年3月5日—1382年9月10日）安茹王朝的匈牙利国王（1342年—1382年在位）和波兰国王（路德维克，1370年—1382年在位）。他是匈牙利歷史上最强大的君主，其國土被形容為「被三大海洋沖刷的巨大王國」（三大海指亞得里亞海、波羅的海以及黑海）。他在匈牙利的專制善政深得人心，鼎盛的文治武功讓匈牙利國勢攀上顛峰狀態；但他在波蘭王國不情願的統治則頗為平庸，歸因於他身為匈牙利人，對波蘭和波蘭語的瞭解有限。

## 生平
拉約什一世大约在1351年颁布一部意在巩固封建制度的法典，禁止把贵族采邑收为国有，但若该贵族绝嗣，土地收归王室；确认中小贵族享有大领主所享有的种种特权。结果到哈布斯堡王朝时代，匈牙利成了一个贵族数量大得不成比例的国家。他延續其父的專制（絕對）王權，幾乎不用對貴族議會施壓，即可對匈牙利國內各階層收稅，因此議會很少召開。
拉約什一世统治时期，中世纪的匈牙利国力达到了顶峰；任內对外进行多次战争，扩展匈牙利的领土。他曾与那不勒斯王國（1347年）、威尼斯共和國及立陶宛大公國等国家作战（1351年、1372年、以及1377年）。譬如1345年，他的弟弟安德拉在那不勒斯王國被弟媳喬安娜一世（那不勒斯女王）殺害，拉約什因此怒而兩次帶兵佔領那不勒斯（1357-1358、1378-1381年），並在教宗支持下，把他養大的杜拉佐的查理（與拉約什同樣是來自那不勒斯的安茹家族），於1381年推上那不勒斯王位（隔年拉約什死後，查理一度從拉約什之女的手中搶得了匈牙利王位）。
1358年，拉約什一世几乎征服了全部达尔马提亚。克罗地亚在他统治时期被确认为“圣伊什特万王国”的一部分。拉約什一世成功延續其父的政策，恢復匈牙利在保加利亚、波斯尼亚、塞尔维亚、瓦拉几亚和摩尔達维亞等巴尔干半岛的小国承认匈牙利的宗主国地位。但是在1349年时，那不勒斯王國和摩尔達维亞一度脱离了匈牙利的统治。
1366年，拉約什一世击退了入侵巴尔干半岛的奥斯曼帝国军队；1377年又擊敗奧斯曼蘇丹穆拉德一世，確立匈牙利在巴爾幹的霸權地位。但因為他對天主教的虔誠狂熱，試圖在巴爾幹半島推行天主教，導致他勢力範圍下的巴爾幹人民怨恨他對東正教的打壓。
1370年，波兰的皮雅斯特王朝绝嗣，拉約什一世作為卡齐米日三世的外甥，经王朝贵族协议（其父卡洛伊一世与波兰国王卡齐米日三世的条约）入主波兰。他于1374年给波兰的小贵族颁发科希策特权，其中規定貴族上繳給國王的稅減少最多84%，而且國王必須給參與對外戰爭的貴族報酬；做為交換，波蘭貴族承認拉約什的女兒可以繼承波蘭王位。

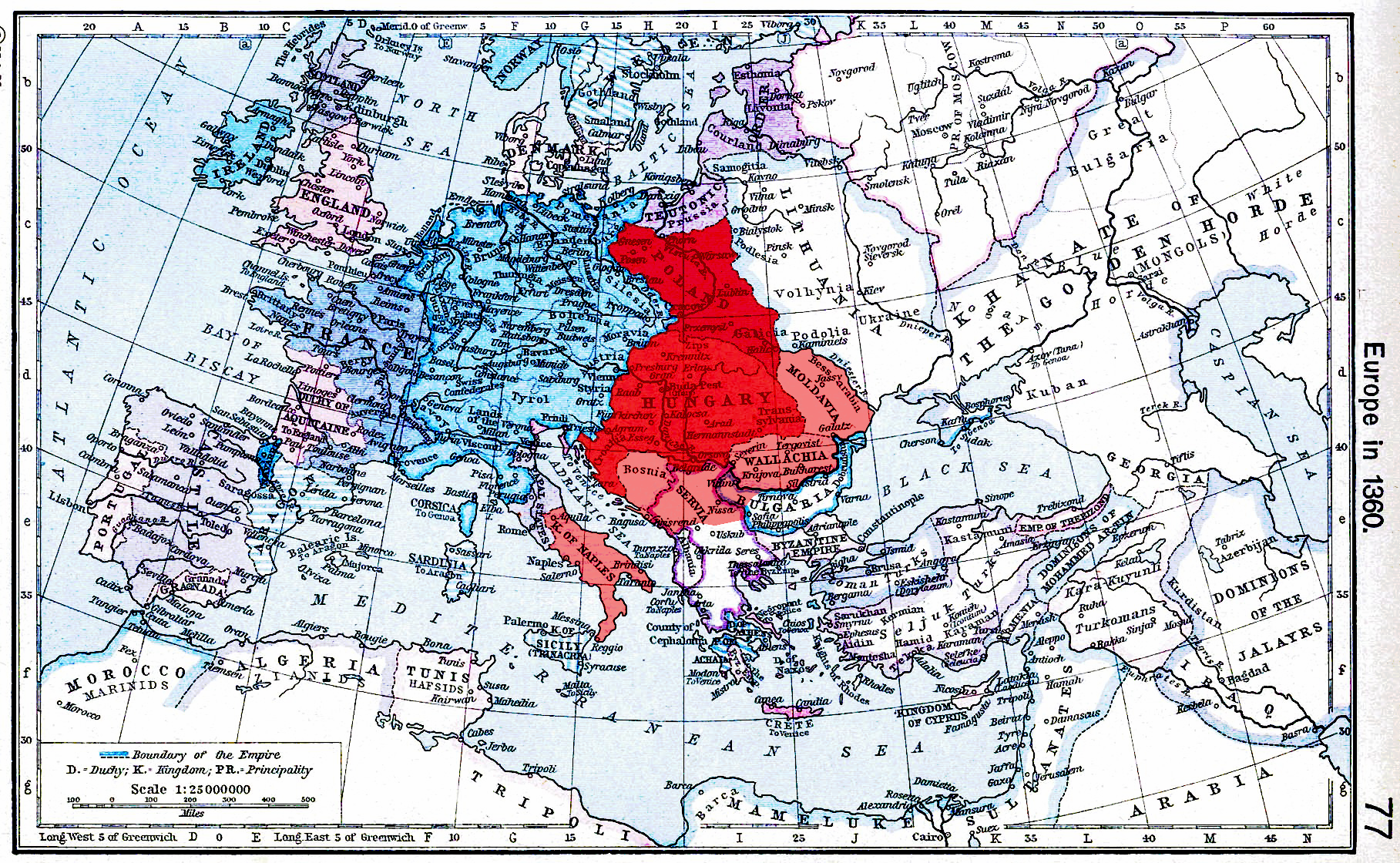
深紅色領土（匈牙利兼波蘭）是1370年後拉約什大帝直接統治的領土，淡紅色是匈牙利的附庸或一度控制的領土

## 身後
拉約什一世無子，他和第二任妻子，波士尼亞的伊麗莎白，育有四名孩子，其中存活的兩個小女兒瑪麗亞和雅德维加分別繼任為匈牙利和波蘭兩國女王。這個安排招致匈牙利貴族的反對，他們不願迎來女王，而認為其堂弟──那不勒斯国王卡洛三世是更合適的繼承人；波蘭貴族則在1383年承認雅德維加為波蘭「國王」。瑪麗亞和雅德維加分別在1395年、1399年過世，沒有留下後嗣，而她們的丈夫（西吉斯蒙德和雅蓋沃）作為共治國王於是繼續各自把持匈牙利和波蘭。